# Compertrix
Compertrix é uma comuna francesa na região administrativa do Grande Leste, no departamento de Marne. Estende-se por uma área de 4.76 km², e possui 1.433 habitantes, segundo o censo de 2018, com uma densidade de 300 hab/km².